# Kapelludden
Kapelludden este o arie protejată (arie specială de conservare — SAC, sit de importanță comunitară — SCI, arie de protecție specială avifaunistică — SPA) din Suedia întinsă pe o suprafață de 498,2 ha, integral pe uscat.

## Localizare
Centrul sitului Kapelludden este situat la coordonatele 56°49′15″N 16°50′43″E / 56.8207°N 16.8452°E.

## Înființare
Situl Kapelludden a fost declarat sit de importanță comunitară în ianuarie 2002 pentru a proteja 4 specii de animale. Alte tipuri de protecție:
- arie de protecție specială avifaunistică (în ianuarie 2002)[2]
- arie specială de conservare (în martie 2011)[1][3][4]

## Biodiversitate
Situată în ecoregiunile boreală și marină baltică, aria protejată conține 11 habitate naturale: Recifuri, Pășuni de coastă din Baltica boreală, Pajiști cu Molinia pe soluri calcaroase, turboase sau argilos-nămoloase (Molinion caeruleae), Lagune de coastă, Vegetație anuală la limita mareei, Terase mlăștinoase și terase nisipoase neacoperite de apă la reflux, Salicornia și alte specii anuale care populează regiunile mlăștinoase și nisipoase, Mlaștini alcaline, Alvar nordic și șisturi calcaroase precambriene, Bancuri de nisip acoperite în permanență slab de apă marină, Pajiști uscate seminaturale și facies de acoperire cu tufișuri pe substraturi calcaroase (Festuco-Brometalia) (* situri importante pentru orhidee).
La baza desemnării sitului se află mai multe specii protejate de  păsări (4): bătăuș (Philomachus pugnax), ciocântors (Recurvirostra avosetta), chiră mică (Sterna albifrons), Sterna paradisaea.